# Dominat
Le Dominat est la seconde des deux phases de gouvernement de l'ancien Empire romain, qui dura de 285 (environ), jusqu'à la date officielle de la chute de l'Empire d'Occident en 476. Il succède au principat (27 av. J.-C. - 285).

## Étymologie
Le terme vient du latin dominus (maître par rapport à l'esclave) : c'est l'homme devant lequel les habitants de l'empire ne sont considérés que comme des esclaves. À cette époque apparaissent en effet pour la première fois sur les pièces et dans la titulature impériale les mots Dominus noster, « notre maître ».

## Du principat au dominat
La première phase du gouvernement impérial, le Principat, se termina avec la crise du troisième siècle (de 235 à 285), qui vit Dioclétien s'auto-proclamer empereur. S'écartant des formes républicaines, plus ou moins respectées depuis Auguste, en vigueur donc durant les trois premiers siècles de l'Empire, Dioclétien et ses successeurs choisirent plutôt de montrer ouvertement le pouvoir impérial, adoptant un style de gouvernement plus influencé par la vénération des potentats orientaux de l'Égypte et de la Perse antiques que par la collégialité civique qui régnait au sein de la classe gouvernante durant la République romaine. L'empereur, pour Dioclétien, est ainsi le fils de Jupiter, son pouvoir se trouve légitimé non plus par le Sénat ou par le peuple mais directement par les dieux.
C'est également sous le Dominat que se développa la sacralisation de l'empereur, visible par exemple dans le cérémonial qu'il fallait observer durant une entrevue avec lui (plusieurs génuflexions, embrasser la pourpre impériale... ce qu'un Romain de la République n'aurait jamais supporté), mais c'est aussi au cours de cette période que l'on vit apparaître une véritable cour impériale. Le palais impérial (ou « palais sacré ») possède un grand nombre d'esclaves, hiérarchisés (au sommet se trouve le « Primicier de la Chambre sacrée »), mais également des courtisans, au sens moderne du terme. Dernier trait de cette période : l'administration impériale, relativement légère sous le Principat « libéral » d'inspiration augustéenne, se trouve agrandie, ses attributions s'étendent. Son poids devient de plus en plus lourd pour les peuples administrés, tant financièrement que moralement. On assiste à la naissance d'une véritable bureaucratie au sens moderne du terme.
Les historiens contemporains rejettent l'interprétation de la transition du Principat au Dominat comme un moment aisément définissable. Ils le caractérisent plutôt comme une transformation subtile et graduée dans laquelle les réformes de Dioclétien, bien que marquantes, ne forment qu'un échelon.